# Kamatamare Sanuki
Kamatamare Sanuki (japonsky カマタマーレ讃岐) je japonský fotbalový klub z města Takamacu hrající v J3 League. Klub byl založen v roce 1956. V roce 2014 se připojili do J.League, profesionální japonské fotbalové ligy. Svá domácí utkání hraje na Pikara Stadium.